# 庫里利夫卡 (科諾托普區)
51°4′19″N 33°23′13″E / 51.07194°N 33.38694°E
庫里利夫卡（烏克蘭語：Курилівка）是位於烏克蘭東北部的村莊，由蘇梅州科諾托普區的杜博夫亞濟夫卡市鎮負責管轄。該村處於羅緬河右岸，距離卡皮塔尼夫卡0.5公里，海拔高度162米，2001年人口740。